# Somersworth
Somersworth è una città degli Stati Uniti d'America facente parte della contea di Strafford nello stato del New Hampshire.